# Philipp Lenard
Pour les articles homonymes, voir Lenard.
Philipp Eduard Anton von Lenard (7 juin 1862 à Presbourg - 20 mai 1947 à Messelhausen, Allemagne) est un physicien allemand d'origine austro-hongroise. Il a obtenu le prix Nobel de physique de 1905. Il a aussi été un des promoteurs de la Deutsche Physik pendant le régime nazi, idéologie à laquelle il avait adhéré.

## Biographie

### Enfance, études et emplois
Philipp Lenard est né le 7 juin 1862 à Presbourg, en Autriche-Hongrie (aujourd'hui Bratislava), d'une famille venant du Tyrol.
Lenard a étudié à Budapest, Vienne, Berlin et Heidelberg, notamment sous la direction de Bunsen et Helmholtz. Il a obtenu son doctorat en 1886 à l'université de Heidelberg.
Il est nommé privat-docent et assistant de Heinrich Hertz à l'université de Bonn de 1892 à 1894. Il est d'abord professeur non titulaire dans divers établissements : université de Breslau (1894-95), puis professeur de physique à l’université d'Aix-la-Chapelle (1895-1896). Il est ensuite nommé professeur de physique théorique à l'université de Heidelberg de 1896 à 1898, et enfin professeur titulaire de l'université de Kiel en 1898. Il y reste jusqu'en 1907, avant de revenir à l'université de Heidelberg.

### Travaux et récompenses
- Les rayons cathodiques : Lenard est un expérimentateur connu pour ses contributions à l'étude des rayons cathodiques. Avant lui ces rayons étaient produits dans des tubes de Crookes en simple verre, sous vide partiel et munis d'électrodes métalliques, auxquelles on appliquait une forte tension. Les rayons ne pouvant pas sortir de ces tubes, ils étaient difficiles à étudier. Lenard réussit à ajouter aux tubes des plaques de métal laissant ressortir ces rayons, ce qui lui a permis de les étudier. 
En 1896, Il reçoit la Médaille Rumford de la Royal Society, et en 1905 le prix Nobel de physique « pour ses recherches sur les rayons cathodiques[1] ». Il est lauréat de la médaille Franklin en 1932 pour ses travaux sur la photoélectricité.

- L'effet Lenard : Lenard a montré que si une goutte d'eau pure tombe sur une surface et éclabousse, un phénomène de séparation de l'électricité portée par l'eau a lieu, l'eau conservant une charge positive alors que l'air acquiert une charge négative. Cet effet, s'il n'est pas pris en compte peut induire un biais dans certaines mesures. 
George C. Simpson publie dans le journal de la Royal Society (1909)[4] une étude plus moderne (mesures automatisées)[5], selon laquelle la charge positive sur l'eau peut être mesurée. Si l'éclaboussure ne se produit pas sur une surface dure, mais sur de l'eau, ou au fond d'un pluviomètre profond en forme de cuve plutôt que d'entonnoir (et non ventilée artificiellement), cette séparation n'a pas lieu.

### Rancœurs
Lenard accuse publiquement Wilhelm Röntgen, prix Nobel de physique en 1901 pour sa découverte des rayons X, et Joseph Thomson, prix Nobel de physique en 1906 pour sa découverte de l'électron, de s'être appropriés une partie de son travail.
Ses relations avec Albert Einstein sont d'abord mutuellement respectueuses : celui-ci estime Lenard comme un expérimentateur de talent, et Lenard considère Einstein comme un grand théoricien, qualifiant dans une lettre de 1909 la théorie de l'effet photoélectrique comme « remarquable parmi ses théories ». Mais ces relations prennent une autre tournure avec la Première Guerre mondiale. Einstein est pacifiste et pro-européen, alors que Lenard est nationaliste. Selon la fondation Nobel, Lenard ne pardonne pas à Einstein « d'avoir découvert et associé son propre nom à l'effet photoélectrique ». Enfin, Einstein est Juif et Lenard antisémite. Lenard deviendra un fervent détracteur d'Einstein, « représentant le plus marquant » de la « physique juive », qui « voulait révolutionner et dominer l'ensemble de la physique ».

### Lenard et l'Allemagne nazie
Nationaliste, il fut un des signataires du Manifeste des 93 en 1914. Dans les années 1930, il rejoint le NSDAP, et devient un idéologue de la physique « aryenne » ou « allemande ». À ce titre, il a, entre autres, vilipendé Albert Einstein, attribuant à Friedrich Hasenöhrl la formule E=mc2 pour en faire une création aryenne. Selon une citation de Johannes Stark, il a notamment déclaré, s'exprimant sur « la puissante influence juive sur les affaires, l'économie, la politique, la presse et l'Université », C'est exactement pour cette raison que les Juifs doivent être engloutis au plus profond de la terre.
Il a été démis de ses fonctions à l'université de Heidelberg lors du processus de dénazification en 1945. Il est mort deux ans après.